# Karmin
Karmin (/ˈkɑːrmən, ˈkɑːrmaɪn/) – imenovan tudi košenil (če je ekstrahiran iz žuželke košeniljke), izvleček košeniljke, škrlatni lak ali karmin lak – je pigment svetlo rdeče barve, pridobljen iz aluminijeve kompleksne spojine, izpeljane iz karminske kisline.[1] Posebna kodna imena za pigment so naravna rdeča 4, C.I. 75470 ali E120. Karmin je tudi splošni izraz za posebno temno rdečo barvo.

## Etimologija
Beseda carmine izhaja iz francoske besede carmin (12. stoletje), iz srednjeveške latinščine carminium, iz perzijskega قرمز qirmiz ("škrlatno"), ki sama izhaja iz srednjeperzijskega carmir ("rdeč, škrlaten"). Perzijski izraz carmir je verjetno soroden sanskrtu krimiga (proizveden iz žuželk), iz krmi (črv, žuželka). Perzijska beseda za črva, žuželko je kirm, v Iranu (Perzija) pa so rdeče barvilo karmin pridobivali iz teles mrtvih samic žuželk, kot sta vermilio Kermes in košeniljka.:131 Oblika izraza je lahko bila v latinščini pod vplivom minium (svinčevi svinec, cinabarit), ki naj bi bil iberskega izvora.
Beseda karmin je bila uporabljena kot ime barve že leta 1799. Je priljubljeno barvilo za živila, ki se uporablja v jogurtu, sladkarijah, želatini, mesu in pijačah, vključno s sadnimi sokovi.

## Zgodovina
Že leta 700 pred našim štetjem so samice žuželk Dactylopius coccus (košeniljka) uporabljali zaradi njihove moči rdečega barvanja. Južnoameriške civilizacije so zdrobile žuželke na kaktusih, da bi izločile karmin, ki ga vsebujejo. Azteška civilizacija je v veliki meri uporabljala pigment karmin za barvanje tekstila. Kasneje so ga v 16. stoletju uvozili v Evropo.(str.255)
Rdeča barva je pogosto povezana z močjo in družbenim statusom. Skozi stoletja so rdečo barvo nosili plemenski poglavarji, kralji in kraljice ter vojaški častniki.(str.166)
Košeniljka je bil glavni vir dohodka za špansko krono. Po teži je bila veliko bolj dragoceno blago kot sladkor, zaradi česar je bila še posebej donosna za čezmorsko trgovino. Kot del trikotne trgovine sta bili njena proizvodnja in potrošnja prepleteni s suženjstvom.
Na evropskih trgih je imela španska krona monopol nad košeniljko do leta 1820, ko so se jo naučili gojiti Francozi. Kasneje so nemški in britanski znanstveniki ustvarili kemično rdeče barvilo, ki je konkuriralo karminu. Kombinacija teh dejavnikov je prispevala h koncu španskega monopola in znatno znižala ceno karmina, zaradi česar je bil dostopen širšemu občinstvu.

## Proizvodnja
Pigment se proizvaja iz karminske kisline, ki se pridobiva iz nekaterih luskarjev, kot je košeniljka (Prima), in nekaterih vrst Porphyrophora (armenska in poljska košenilja). Košeniljko zdaj gojijo.
Karmin je barvilo, ki se uporablja pri izdelavi umetnih rož, barv, škrlatnega črnila, rdečil in drugih kozmetičnih izdelkov ter nekaterih zdravil.
Sintetična karminska kislina je zapletena za proizvodnjo. Zato na trgu prevladuje naravni košenil karmin. Njegova nestabilnost predstavlja izziv za uporabo v umetnosti in tekstilu, manjša pa je ovira v kontekstu kozmetike.

### Priprava
Za pripravo karmina zdrobljena telesa žuželk kuhajo v raztopini amoniaka ali natrijevega karbonata. Po ločitvi netopne snovi se ekstrakt obdela z galunom, da se obori rdeča trdna snov. Ta oborina se imenuje karminski lak ali škrlatni lak. Čistost barve je zagotovljena z odsotnostjo železa. Za prilagoditev obarjanja se lahko doda kositrov klorid, citronska kislina, boraks ali želatina. Na tradicionalno škrlatno barvo ne vpliva samo karminska kislina, temveč tudi izbira njenega kelatnega kovinskega soli. Za odtenke vijolične se galunu doda apno.
Za pridobitev 1 funta rdečega barvila potrebujemo 70.000 hroščev košeniljk.
- Zapoteki gnezdijo košeniljko na gostiteljskih kaktusih Opuntia ficus-indica
- Uporaba karmina kot sredstva za barvanje v histologiji (tukaj na ploščatem črvu))

## Pomemben pojav v umetnosti
Karmin so že od antike uporabljali pri barvanju tekstila in v slikarstvu. Med ostanki Inkov najdemo številne primere, kot so tekstilni artefakti. Karmin so uporabljali tudi Azteki.
V Evropi je italijanski slikar Jacopo Tintoretto iz 16. stoletja uporabil karmin v več svojih slikah, najbolj opazni sta Portret Vincenza Morosinija (1575-80) in Kristus, ki umiva noge učencem (1575-80).
Karmin so uporabljali tudi umetniki 19. stoletja, kot je Vincent van Gogh v sliki Spalnica v Arlesu (1889). Nekoč rdečkasta tla spalnice so poslikana s karminskim lakom košeniljke, geranije in indigom. Danes so tla izgubila rdečo barvo in so modrikasta zaradi ubežnih rdečih pigmentov.
J. M. W. Turner je uporabil košeniljkin karmin, kot je pokazala analiza njegovih palet. Zbledelost tega pigmenta je vplivala na videz neba v The Fighting Temeraire (1839).
- Fragment srajce iz tapiserije, Peru, Chancay, ok. 1000-1470 AD
- Tintoretto, Kristus, ki umiva noge učencem (1575-80)
- Tintoretto, Portret Vincenza Morosinija (1575-80)
- Vincent Van Gogh, Spalnica v Arlesu (1889)
- J. M. W. Turner, The Fighting Temeraire (1839)

## Druge uporabe

### Arhitektura
Karmin rdeča se v vojaški kartografiji uporablja vsaj od 17. stoletja. Sébastien Le Prestre Vauban, generalni inženir iz Francije, je priporočil uporabo tega rdečega pigmenta za predstavitev utrdb (obzidja, leseni les in opečne zgradbe so rdečkaste).(str.70-71) To je naredilo zgradbe bolj razločne na zemljevidih.

### Kozmetika
Karmin je zaradi rdeče barve prisoten v številnih kozmetičnih izdelkih. Ta uporaba se je nadaljevala od antike do danes. Najdemo ga v šminkah, senčilih, lakih za nohte. Lahko povzroči alergije.

### Histologija
Karmin se lahko uporablja v histologiji, kot Best's carmine za obarvanje glikogena, mucicarmine za obarvanje kislih mukopolisaharidov in carmalum za obarvanje celičnih jeder. V teh aplikacijah se uporablja skupaj z jedkalnim sredstvom, fiksirjem, običajno soljo Al(III).

### Zdravilo
Košeniljka, žuželka, ki se uporablja za izdelavo karmina, ima tudi zdravilne lastnosti, ki so jih izkoriščali Azteki. Pomagal naj bi pri zdravljenju ran, če jo zmešate s kisom in nanesete na lezije. Azteki so ga uporabljali za čiščenje zob.
Zdaj se indigo karmin uporablja za diagnosticiranje ledvične disfunkcije z barvanjem urina.